# Cindy Jefferies
Cindy Jefferies (ur. 1951 w Cirencester w hrabstwie Gloucestershire w Wielkiej Brytanii) – brytyjska pisarka młodzieżowa. 
Jej najpopularniejszym dziełem jest cykl książek „Szkoła Gwiazd” (Fame School) opowiadający o uczniach uczęszczających do gimnazjum Rockley Park. Autorka wpadła na pomysł napisania cyklu obserwując sukcesy i porażki swoich dzieci w showbiznesie.

## Serie książek
- Szkoła Gwiazd:

1. Wielka szansa
2. Wschodząca gwiazda
3. Sekretne pragnienia
4. Rywale!
5. Triumf Tary
6. Uśmiech losu
7. Solistka
8. Świąteczne gwiazdy
9. Primadonna
10. Muzyczny pojedynek
11. Gwiazdy rocka
12. Tańcząca gwiazda
13. Zjawiskowe lato
14. Straszna imprezka

- Magazyn Heart grzechu wart:

1. Spełnione marzenie
2. Buty, chłopaki i muzyczne draki
3. Szukamy gwiazd
4. Przyjaciele rocka